# Sandoz
Sandoz grundades 1886 och är ett generiskt läkemedelsföretag som tidigare ingått i Novartis. Det har varit noterat på den schweiziska börsen sedan den 4 oktober 2023. Sandoz är bland annat känt genom en av sina forskare, Albert Hofmann, som 1938 syntetiserade det psykedeliska preparatet LSD. 1949 marknadsförde Sandoz LSD som en psykiatrisk drog, under namnet Delysid. Sandoz produkt fick masspublicitet så tidigt som 1954, i en artikel i Time Magazine.
1982 köpte Sandoz upp Svenska Wasabröd och OLW vilket gjorde bland andra Carl Lundström förmögen.
Sandoz är beläget i Schweiz och tillverkar i dag läkemedel vars patent har gått ut. Sandoz schweiziska administrativa huvudkontor ligger i Rotkreuz ZG i kommunen Risch i kantonen Zug.
Den 1 november 1986 skedde en av Europas värsta miljökatastrofer när Sandoz lager fattade eld och läckte ut stora mängder kemikalier i Rhen, bland annat 2-Metyl-4,6-dinitrofenol och paration.

### Fotnoter
1. 1 2  Fallstudien zum Innovationsmanagement, Seite 273, Der Novartis Mega Merger
2. ↑  http://www.nysun.com/obituaries/albert-hofmann-102-invented-lsd/75591/
3. ↑  http://www.bonkersinstitute.org/medshow/5lsd.html
4. ↑  ”Medicine: Dream Stuff”. Time. 28 juni 1954. Arkiverad från originalet den 27 augusti 2013. https://web.archive.org/web/20130827000524/http://www.time.com/time/magazine/article/0%2C9171%2C860898%2C00.html. Läst 5 augusti 2013.
5. ↑  Efraim Halfon & Rainer Büggemann (2006). Environmental Hazard Ranking of Chemicals Spilled in the Rhine River in November 1986. Acta hydrochimica et hydrobiologica 17(1), 47-60.